# Турсун, Мехригуль
Мехригуль Турсун (уйг. مېھرىگۈل تۇرسۇن‎, род. 1989) — гражданка Китая уйгурского происхождения, лауреат премии «Citizen Power Award». По словам Турсун, китайские власти несколько раз необоснованно заключали её в места лишения свободы, однажды одна находилась в «лагере перевоспитания». Также Мехригуль заявила, что в 2015 году, когда она находилась в заключении, её сын (всего у девушки трое детей) умер при невыясненных обстоятельствах. Министерство иностранных дел КНР опровергло все заявления Турсун, а также предоставило собственную версию событий.

## Биография
Мехригуль является этнической уйгуркой. Училась в Египте, в этой же стране вышла замуж. В 2015 году решила посетить родных проживающих на территории Китая. После прилёта в КНР Мехригуль была арестована и разлучена с детьми. Власти Китая трижды помещали её в места лишения свободы, в том числе в «лагерь перевоспитания». В 2018 году Турсун позволили посетить Каир. Оттуда ей удалось попасть в США.
В том же году Мехригуль Турсун выступила в Конгрессе США. Рассказывая об условиях содержания в «лагерях перевоспитания», она заявила, что находящиеся там люди подвергаются избиениям, пыткам электричеством, их держат впроголодь, обыскивают голыми. По словам Турсун, «Мои руки кровоточили от избиений, каждый раз, когда меня били током, всё тело сильно тряслось, и я ощущала боль в своих венах. Мне казалось, что лучше умереть, чем терпеть пытки, поэтому умоляла их убить меня».
В другом выступлении Турсун подробнее рассказала об условиях содержания, которые были следующими: в камере площадью около 40 квадратных метров одновременно находились около 60 человек, поэтому ночью из-за крайней тесноты 10-15 человек вынуждены были стоять на ногах, пока остальные спали, каждые 2 часа стоящие на ногах и часть спящих менялись местами. Некоторые заключённые не мылись более года
.

## Реакция МИД КНР
Представитель МИД КНР опроверг все заявления Мехригуль Турсун и представил собственную версию событий. Согласно ей, Мехригуль была задержана полицией на 20 дней с 21 апреля по 20 мая 2017 в связи с подозрениями в разжигании дискриминации и этнической нетерпимости, но никогда не находилась в тюрьме или «лагере перевоспитания». За исключением этих 20 дней Турсун во время пребывания в Китае обладала полной свободой передвижения и часто выезжала за границу.
Заявление Турсун о гибели её сына МИД КНР также опроверг. По версии МИДа в 2016 году один из двух сыновей Турсун трижды ложился в больницу, но не умер там, а вместе с отцом, матерью и сестрой покинул Китай в 2018 году. Второй сын Мехригуль в 2016 году, по данным МИД КНР, был вывезен матерью из КНР в Турцию.